# José Miguel de la Cerda Merino
José Miguel de la Cerda Merino (Santiago, 18 de enero de 1950) es un profesor de historia, investigador y genealogista chileno.

## Biografía
Hijo de Miguel de la Cerda Matta y Berta Merino Castro. Estudió Historia y Geografía en la Universidad Católica de Chile.
Miembro del Instituto Chileno de Investigaciones Genealógicas, y de la Real Academia Matritense de Heráldica y Genealogía. Ha realizado diferentes investigaciones de la mano del historiador e ingeniero comercial Carlos Celis Atria y otros profesores catedráticos de la Universidad Católica de Chile.

## Obras
Colaboraciones:
- Familia y Sociedad en Chile Siglo XVI-XX (1987)
- Familia y Sociedad en Chile: Familias Fundadoras Segunda Parte (1989)
- Familia y Sociedad en Chile: Familias Fundadoras Tercera Parte (1992)
- Familia y Sociedad en Chile Siglo XVII-XX (1994)